# Леонов, Дмитрий Алексеевич (член ГД)
Дми́трий Алексе́евич Лео́нов (1864 — не ранее 1919) — рязанский земский деятель, член III Государственной думы от Рязанской губернии.
Православный. Потомственный дворянин. Сын статского советника Алексея Николаевича Леонова. Землевладелец Скопинского уезда (379 десятин).
По окончании семи классов гимназии поселился в родовом имении Скопинского уезда, где занялся сельским хозяйством, адвокатурой и общественной деятельностью. Владел мукомольной мельницей. Был частным поверенным. С 1891 года избирался гласным Скопинского уездного и Рязанского губернского земских собраний. Состоял председателем экономического совета уездного земства и членом училищного совета, фактически заведуя делом начального образования в уезде. Кроме того, избирался почетным попечителем Скопинского реального училища, участвовал в общеземском съезде, был уполномоченным по трудовой помощи в 1906—1907 годах. После провозглашения Октябрьского манифеста возглавил Скопинский отдел Союза 17 октября, с 1912 года состоял председателем губернского отдела партии.
В 1907 году был избран членом III Государственной думы от Рязанской губернии. Входил во фракцию октябристов. Состоял товарищем секретаря комиссий по местному самоуправлению и по народному образованию, а также членом комиссий по судебным реформам и по старообрядческим делам.
В 1912 году был избран почетным гражданином города Данкова за содействие в открытии местной мужской гимназии. Оставаясь уездным и губернским гласным, с 1914 года состоял также членом губернского по земским и городским делам присутствия, с 1915 года — членом губернского училищного совета и губернского военно-промышленного комитета. После Февральской революции, в августе 1917 года участвовал в Государственном совещании в Москве. Позднее в 1917 году выдвигался кандидатом в члены Учредительного собрания от Рязанского округа по списку кадетов.
В сентябре 1918 года был арестован большевиками в качестве заложника, но вскоре освобожден под поручительство наркома земледелия РСФСР С. П. Середы. После освобождения проживал в Скопине, занимался огородничеством и артельным сельским хозяйством. В 1919 году был заключен в Рязанский концлагерь, куда был прислан из Рязанской губернской ЧК как «кадет, ярый реакционер, член 3-й Гос. думы».
Дальнейшая судьба неизвестна. По некоторым данным, после освобождения работал в Рязгубпотребсоюзе.